# Hylaeora caustopis
Hylaeora caustopis là một loài bướm đêm thuộc họ Notodontidae. Nó được tìm thấy ở nửa miền nam của Chính quốc Úc.
Sải cánh dài khoảng 90 mm đối với con đực và 100 mm đối với con cái. Con trưởng thành có cánh trước màu nâu đậm, mỗi cánh có một dải trắng kéo dài tận cuống cánh. Cánh sau màu nâu nhạt với các rìa sậm màu. Thân màu vàng cam.

## Hình ảnh

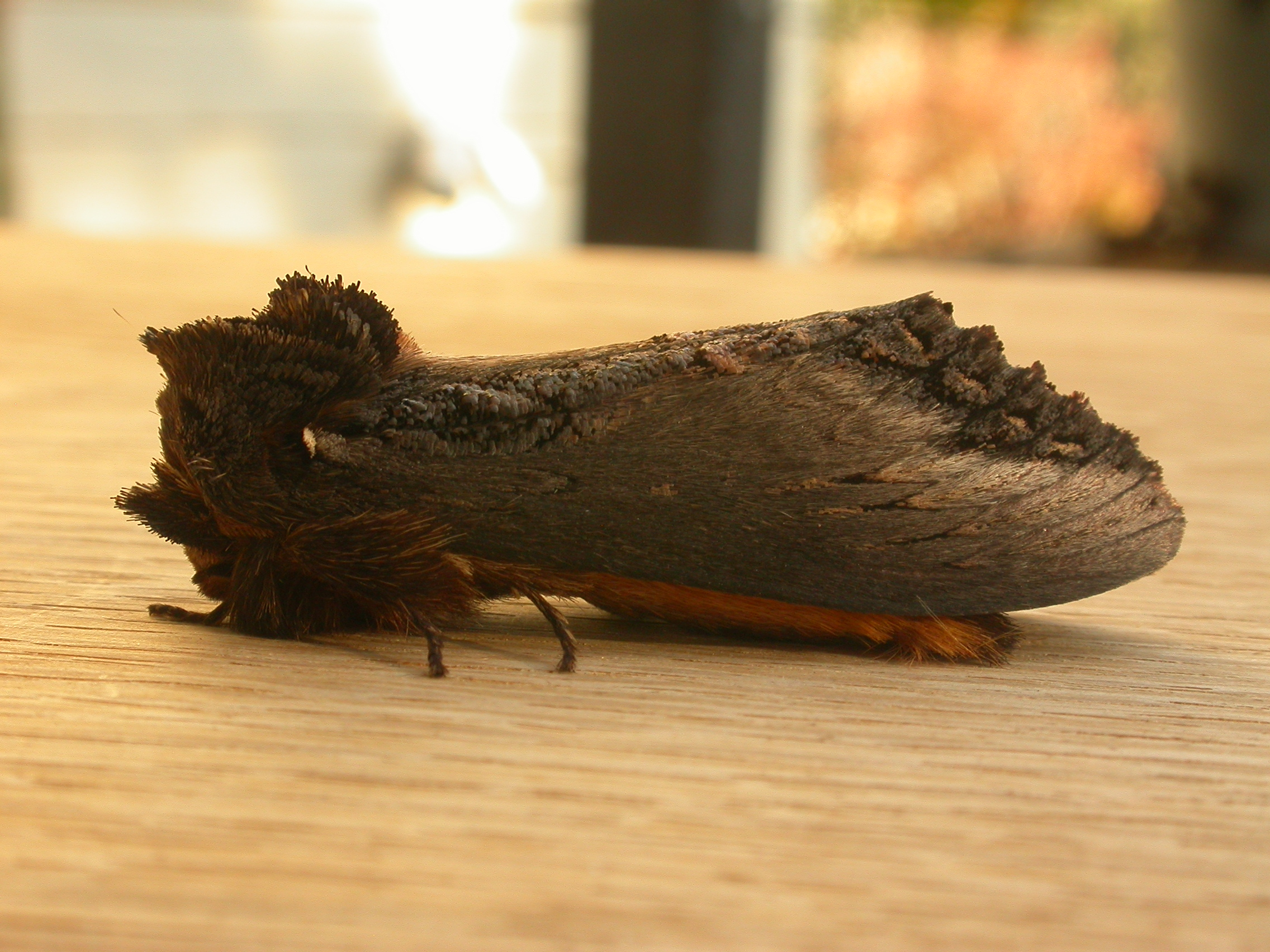